# Папазян Вртанес Месропович
Вртане́с Месро́пович Папазя́н (12 квітня 1864 (у деяких джерелах 1866), Ван, Османська імперія — 26 квітня 1920, Єреван, Республіка Вірменія) — вірменський письменник, громадсько-політичний і культурний діяч, літературний критик, редактор, історик літератури, антрополог, викладач та перекладач.

## Життєпис
Син архімандрита Месропа Папазяна. У віці чотирьох років переїхав із батьками в Агуліс, де здобув початкову освіту. Продовжив навчання у вірменській школі в Тавризі (1875—1878) та Геворгянській духовній семінарії в Ечміадзіні (1878—1879). Пізніше навчався в Женевському університеті на факультеті літератури та соціальних наук, який закінчив 1894 року.
Трудову діяльність був змушений розпочати у віці 15 років і блукав по різних містах та країнах; працював чорноробом, фотографом та телеграфістом. Протягом тривалого періоду викладав у школах у кількох містах (Ван, Карін, Тбілісі, Тегеран, Шуша, Бухарест). Працював редактором вірменськомовної революційної газети «Կռիվ» («Боротьба»; 1894, Тбілісі), підпільної щотижневої газети «Շավիղ» («Шлях»; 1894—1896, Тегеран) і тижневика «Ղարաբաղ» («Карабах»; 1911—1912, Шуша). Протягом життя співпрацював у низці вірменомовних російських та європейських видань, зокрема в журналі «Ардзаганк» та газетах «Мшак», «Мурч». Писати публіцистичні статті почав 1883 року. За роботу 1899 року «Հայ բոշաներ» про циганів його через рік прийнято до Московського імператорського літературного товариства. Активний учасник національно-визвольного вірменського руху в Західній Вірменії, за проросійські погляди та антиосманську пропаганду зазнав трирічного тюремного ув'язнення, але потім випущений на волю. Останні роки життя провів у Єревані.

## Творчість
Творчий доробок складають різні твори: романи, оповідання, драми, праці з історії літератури тощо; головною темою багатьох праць є боротьба вірмен проти турецького гніту. До найвідоміших творів належать «Листи з турецької Вірменії» (вірм. «աամակներ թուրքաց Հայաստանից», 1889) і масштабна літературознавча праця «Історія вірменської літератури від найдавніших часів до нашого часу» (вірм. «Պատմություն հայոց գրականության սկզբից մինչև մեր օրերը», 1910).
В СРСР Папазяна вважали «дрібнобуржуазним» письменником: визнавали, що багато його творів порушують проблеми важкого життя простих вірмен і курдів в Османській імперії та їх утисків владою, але водночас відзначалися його спроби звеличити вірмен порівняно з іншими народами та відсутність у його творах вказівок на виходи з тяжкого становища національних меншин. Його перу належать також переклади вірменською мовою творів російських класичних письменників (М. Є. Салтикова-Щедріна, Л. М. Толстого), А. Доде та інших письменників, а також праці Фрідріха Ніцще «Так казав Заратустра».